# Tom y Jerry: La película
Tom y Jerry: La película (en inglés, Tom and Jerry: The Movie) es una película musical animada, producida y dirigida por Phil Roman, protagonizada por los personajes de dibujos animados de Tom y Jerry y estrenada en cines en 1992. El cocreador de los personajes y compañero de William Hanna, Joseph Barbera, fue consultor creativo durante la realización de la película.
A pesar de que la película tuvo un bajo desempeño en taquilla y una mala recepción de la crítica, considerando la historia de la misma como un plagio de The Rescuers (1977) y Oliver y su pandilla (1988), la animación y el videojuego en la que se basa obtuvieron mejores calificaciones. Posteriormente, debido al bajo rendimiento que Tom y Jerry tienen en los cines, la película pasó a obtener una recepción crítica mixta, valorando el encanto de ambos personajes a lo largo de la cinta, pero dudando la inclusión del diálogo vocal.

## Argumento
Los propietarios de Tom, el gato, van a mudarse a una nueva casa por lo que Jerry, el ratón, también decide mudarse con ellos. La camioneta de las mudanzas se encuentra esperando en su antigua casa y mientras tanto Tom se duerme en la parte trasera del coche. Sin embargo, cuando se da cuenta de Jerry, que lo pone en un palo, y Jerry, viendo escapar y no saber que va a volar, él se agarra a los mostachos de Tom para que vuelen juntos en el jardín. Jerry rápidamente hace guiones en su ratonera y cierra la puerta, Tom clava tablones de madera en la puerta. Tom sale de la casa, pero es demasiado tarde. Los propietarios se han ido. Cuando Tom intenta entrar en el coche en movimiento, termina con un bulldog y ata a sus oídos para que no pueda ver. Tom corre a la casa de seguridad y permanece allí por la noche. Al día siguiente, Tom se da cuenta de que la casa está siendo destruida por un equipo de demolición. 
Logra escapar, pero se da cuenta de que no podía dejar a Jerry, por lo que vuelve y lo salva. Los dos logran sobrevivir, pero ahora están sin hogar. Luego se encontraron con un perro llamado Puggsy y su amigo Frankie Da Flea que tratan de enseñar a Tom y Jerry ser amigos. En este punto, algo cambia en el mundo de Tom y Jerry. Ambos comienzan a hablar. Entonces todos de acuerdo en tener una "fiesta" en su lugar y Puggsy hace un 'buffet' de recogida de restos en la basura. Cuando la bandeja Puggsy está abarrotado, un perrero captura a Puggsy y a Frankie y de bloqueo en su Chevrolet Advance Design. 
Con Puggsy y Frankie, Tom es emboscado por una pandilla de gatos callejeros que significa que el canto lo persiguen. Tom y Jerry se encuentran con una niña de ocho años de edad llamada Robyn Starling, cuya madre murió de neumonía cuando era un bebé y se queda atrás con su tutor y el mal horrible tía Figg cuando su padre se va al Tíbet. Robyn huye después de su relicario se arroja por la ventana y así es como empezó a correr. Jerry le dijo que si se ejecuta, sus cosas no será con ella, pero Robyn les dijo que la tía Gordis puede parecer dulce, pero "Ella es mala, mala de verdad".
Corte a la tía Gordis llorando en la casa, miedo de perder Robyn. Con la ayuda de su abogado siniestros, Lickboot, y su perro salchicha sobrepeso, Fernando, ella lanza una recompensa de $ 1.000.000 para el regreso de Robyn, que desean vender un rescate, envuelto por el amor al dinero. Robyn es capturado, pero consigue escapar de nuevo, después de Tom y Jerry son secuestrados por el Dr. Applecheek y son enviados a una libra de la ciudad donde se abusa de los animales. En este punto, todo el mundo está buscando chica del millón de dólares, y la tía Gordis y Lickboot consiguen llegar a destino primer escape de Robyn. Lo que se planeó como la captura de otro no, y sólo empeora la situación cuando una lámpara de aceite se cae en el suelo. 
Como la casa arde en llamas (también el envío de la tía Gordis, Lickboot y Ferdy a la puerta), un hombre con un gran parecido con Indiana Jones (Daddy Starling) llega y rescata a ellos. Tom y Jerry son llevados a una nueva casa donde ambos se comprometen a no engañar a los demás nunca más. Pero pronto la pareja ha vuelto a sus viejas costumbres, y la película termina con una divertida escena clásica de amor de Tom persiguiendo a Jerry en la distancia en su nuevo hogar.

## Reparto
- Richard Kind - Tom/ Protagonista Principal
- Dana Hill - Jerry/ Protagonista Principal
- Anndi McAfee - Robyn Starling/ Protagonista Principal
- Charlotte Rae - Tía Pristine Gordis/ Antagonista Principal
- Henry Gibson - Dr. J. "Cachetes" Applecheek/Antagonista
- Ed Gilbert - Puggsy, Papá de Robyn Starling
- David Lander - Frankie La Pulga/ Secundario
- Tony Jay - Lickboot/Antagonista
- Rip Taylor - Capitán Kidie/Antagonista
- Howard Morris - Squawk
- Don Messick - Droopy/Secundario

## Música
Un álbum de la banda sonora fue lanzado por MCA Records en 1992 e incluía tanto las canciones y la puntuación de la película, compuesta por Henry Mancini.

Todas las canciones escritas y compuestas por Henry Mancini. 
| N.º | Título                                                                                            | Duración |  |
| 1.  | «All in How Much We Give» (Stephanie Mills)                                                       |          |  |
| 2.  | «Friends to the End» (Ed Gilbert, David L. Lander, Richard Kind, Dana Hill)                       |          |  |
| 3.  | «What Do We Care (La canción de los Alley Cats)» (Raymond McLeod, Michael D. Moore, Scott Wojahn) |          |  |
| 4.  | «God's Little Creatures» (Henry Gibson)                                                           |          |  |
| 5.  | «(Money is Such) A Beautiful Word» (Charlotte Rae, Tony Jay)                                      |          |  |
| 6.  | «I Miss You (Canción de Robyn)» (Anndi McAfee)                                                    |          |  |
| 7.  | «I've Done It All» (Rip Taylor, Howard Morris)                                                    |          |  |
| 8.  | «Theme from Tom and Jerry (Main title)»                                                           |          |  |
| 9.  | «Homeless»                                                                                        |          |  |
| 10. | «We Meet Robyn»                                                                                   |          |  |
| 11. | «Food Fight Polka»                                                                                |          |  |
| 12. | «Meet Dr. Applecheek»                                                                             |          |  |
| 13. | «Chase»                                                                                           |          |  |
| 14. | «Escape From The Fire»                                                                            |          |  |
| 15. | «Finale (Amigos al extremo)»                                                                      |          |  |
| 16. | «Theme from Tom and Jerry (Versión Pop)»                                                          |          |  |